# Bernard Dobre
Bernard Dobre (ur. 11 grudnia 2000) – słoweński skoczek narciarski, reprezentant klubu SD Dolomiti. Złoty medalista zimowego olimpijskiego festiwalu młodzieży Europy (2017).
W oficjalnych zawodach międzynarodowych rozgrywanych przez FIS zadebiutował w lutym 2016 w konkursie Alpen Cupu w Planicy. W lutym 2017 wystartował na zimowym olimpijskim festiwalu młodzieży Europy 2017, gdzie zajął 9. miejsce indywidualnie, a w zawodach drużynowych zdobył złoty medal. W latach 2018–2019 trzykrotnie startował w zawodach FIS Cupu, nie zdobywając punktów.

## Zimowy olimpijski festiwal młodzieży Europy

### Indywidualnie
| 2017 Erzurum | – | 9. miejsce |

### Drużynowo
| 2017 Erzurum | – | złoty medal |

### Starty B. Dobre na zimowym olimpijskim festiwalu młodzieży Europy – szczegółowo
| Miejsce | Dzień     | Rok  | Miejscowość | Skocznia       | Punkt K | HS     | Konkurs  | Skok 1  | Skok 2 | Nota                  | Strata   | Zwycięzca |
| ------- | --------- | ---- | ----------- | -------------- | ------- | ------ | -------- | ------- | ------ | --------------------- | -------- | --------- |
| 9.      | 14 lutego | 2017 | Erzurum     | Kiremitliktepe | K-95    | HS-109 | indywid. | 89,0 m  | 92,0 m | 201,3 pkt             | 60,0 pkt | Timi Zajc |
| 1.      | 16 lutego | 2017 | Erzurum     | Kiremitliktepe | K-95    | HS-109 | druż.    | 101,5 m | 97,0 m | 936,2 pkt (229,0 pkt) | –        | –         |

## FIS Cup

### Miejsca w poszczególnych konkursachFIS Cupu
| Źródło                                                                        | Źródło       | Źródło        | Źródło        | Źródło           | Źródło           | Źródło         | Źródło         | Źródło          | Źródło          | Źródło         | Źródło         | Źródło         | Źródło         | Źródło         | Źródło         | Źródło         | Źródło         | Źródło       | Źródło       | Źródło      | Źródło | Źródło | Źródło | Źródło | Źródło | Źródło | Źródło | Źródło | Źródło | Źródło | Źródło | Źródło | Źródło | Źródło | Źródło | Źródło | Źródło | Źródło | Źródło |
| ----------------------------------------------------------------------------- | ------------ | ------------- | ------------- | ---------------- | ---------------- | -------------- | -------------- | --------------- | --------------- | -------------- | -------------- | -------------- | -------------- | -------------- | -------------- | -------------- | -------------- | ------------ | ------------ | ----------- | ------ | ------ | ------ | ------ | ------ | ------ | ------ | ------ | ------ | ------ | ------ | ------ | ------ | ------ | ------ | ------ | ------ | ------ | ------ |
| Sezon 2017/2018                                                               |              |               |               |                  |                  |                |                |                 |                 |                |                |                |                |                |                |                |                |              |              |             |        |        |        |        |        |        |        |        |        |        |        |        |        |        |        |        |        |        |        |
| Villach HS98                                                                  | Villach HS98 | Kuopio HS127  | Kuopio HS127  | Kandersteg HS106 | Kandersteg HS106 | Râșnov HS100   | Râșnov HS100   | Whistler HS104  | Whistler HS104  | Notodden HS100 | Notodden HS100 | Zakopane HS140 | Zakopane HS140 | Planica HS102  | Planica HS102  | Rastbüchl HS78 | Rastbüchl HS78 | Villach HS98 | Villach HS98 | Falun HS100 | punkty |        |        |        |        |        |        |        |        |        |        |        |        |        |        |        |        |        |        |
| -                                                                             | -            | -             | -             | -                | -                | -              | -              | -               | -               | -              | -              | -              | -              | 61             | -              | -              | -              | -            | -            | -           | 0      |        |        |        |        |        |        |        |        |        |        |        |        |        |        |        |        |        |        |
| Sezon 2018/2019                                                               |              |               |               |                  |                  |                |                |                 |                 |                |                |                |                |                |                |                |                |              |              |             |        |        |        |        |        |        |        |        |        |        |        |        |        |        |        |        |        |        |        |
| Villach HS98                                                                  | Villach HS98 | Szczyrk HS106 | Szczyrk HS106 | Râșnov HS97      | Râșnov HS97      | Notodden HS100 | Notodden HS100 | Park City HS100 | Park City HS100 | Zakopane HS140 | Zakopane HS140 | Planica HS102  | Planica HS102  | Rastbüchl HS78 | Rastbüchl HS78 | Villach HS98   | Villach HS98   | punkty       | punkty       | punkty      | punkty | punkty | punkty | punkty | punkty | punkty | punkty | punkty | punkty | punkty | punkty | punkty | punkty | punkty | punkty | punkty |        |        |        |
| -                                                                             | -            | -             | -             | -                | -                | -              | -              | -               | -               | 63             | 54             | -              | -              | -              | -              | -              | -              | 0            | 0            | 0           | 0      | 0      | 0      | 0      | 0      | 0      | 0      | 0      | 0      | 0      | 0      | 0      | 0      | 0      | 0      | 0      |        |        |        |
| Legenda                                                                       |              |               |               |                  |                  |                |                |                 |                 |                |                |                |                |                |                |                |                |              |              |             |        |        |        |        |        |        |        |        |        |        |        |        |        |        |        |        |        |        |        |
| 1 2 3 4-10 11-30 poniżej 30 dq – dyskwalifikacja - − zawodnik nie wystartował |              |               |               |                  |                  |                |                |                 |                 |                |                |                |                |                |                |                |                |              |              |             |        |        |        |        |        |        |        |        |        |        |        |        |        |        |        |        |        |        |        |